# Si veo a tu mamá
«Si veo a tu mamá» es una canción del cantante Bad Bunny de su segundo álbum de estudio YHLQMDLG (2020). Fue lanzado el 2 de marzo de 2020 como el cuarto sencillo del álbum.
La canción fue escrita únicamente por Bunny con Súbelo NEO y Elikai a cargo de la producción e intercala «La chica de Ipanema», escrita por Antônio Carlos Jobim, Vinícius de Moraes y Norman Gimbel, interpretada por Stan Getz y João Gilberto.

## Letra
«Si veo a tu mamá» habla de una persona que aún no se ha alejado de su expareja, por mucho que finja estar por encima de ella. La persona siente curiosidad por su ex y está dispuesta a preguntarle a su madre al respecto.

## Promoción y lanzamiento
El 28 de febrero de 2020, Bad Bunny anunció su tercer álbum de estudio que se reveló como YHLQMDLG durante su actuación y aparición como invitado en The Tonight Show Starring Jimmy Fallon, que se lanzó al día siguiente.

## Desempeño comercial
Tras el lanzamiento de su álbum principal, «Si veo a tu mamá» se ubicó en el número 32 en el Billboard Hot 100 de EE. UU. con fecha del 14 de marzo de 2020, convirtiéndose en la pista más alta de YHLQMDLG  y alcanzando el número 1 en el Lista Hot Latin Songs de EE. UU. a partir de la fecha de emisión del 14 de marzo de 2020, convirtiéndose en la pista más alta de las listas. En España, «Si veo a tu mamá» alcanzó el número 10.

## Visualizador de audio
Un video visualizador de la canción se subió a YouTube el 29 de febrero de 2020, junto con otros videos visualizadores de las canciones que aparecieron en YHLQMDLG.

## Video musical
El 2 de marzo de 2020 se lanzó un video musical de «Si veo a tu mamá» en YouTube. En el inicio del video se representa durante una Navidad de año nuevo en una zona donde un hombre debido a que tiene problemas con su familia, decide suicidarse ahorcándose, cuando de pronto, el niño "Adam Blasco" (el que sale en YHLQMDLG) le pregunta que hace, y él hombre le explica "su" por qué de suicidarse, entonces Adam Blasco le dice que sus padres tampoco no lo escuchan a él, y le dice que escucha a Bad Bunny cuando está triste, y entonces el convence al hombre a enseñarle una de las canciones de Bad Bunny. Él se convence al oír que Bad Bunny tiene grandes éxitos en sus canciones y por eso ya no se mata y se le queda la idea en su mente para no estar triste. Durante el video, se puede ver a Bad Bunny interpretando la canción con un micrófono y con lentes junto con otras personas cerca del árbol de Navidad. 

## Posicionamiento en listas
| Lista (2020)                        | Mejor posición |
| ----------------------------------- | -------------- |
| Argentina (Argentina Hot 100)       | 72             |
| Ecuador (Billboard)                 | 25             |
| España (PROMUSICAE)                 | 10             |
| EE. UU. Billboard Hot 100           | 32             |
| EE. UU. Hot Latin Songs (Billboard) | 1              |

| Lista (2020)                        | Posición |
| ----------------------------------- | -------- |
| EE. UU. Hot Latin Songs (Billboard) | 9        |

## Certificaciones
| Región                | Certificación          | Unidades/ventas certificadas |
| --------------------- | ---------------------- | ---------------------------- |
| España (PROMUSICAE)   | Oro                    | 20,000                       |
| Estados Unidos (RIAA) | 17 × Platinum (Latino) | 1,020,000                    |